# Тихазе, Карл Карлович
Карл Карлович Тихазе (род. 14 мая 1959) — российский дипломат. Чрезвычайный и полномочный посланник 1 класса (2024).

## Биография
Окончил Московский государственный институт международных отношений (МГИМО) МИД СССР в 1981 году. Владеет английским и французским языками. На дипломатической работе с 1985 года.
В 2012—2014 годах — заместитель директора Департамента по вопросам новых вызовов и угроз МИД России.
В 2015—2019 годах — советник-посланник Посольства России в Марокко.
В 2019 году — заместитель директора Третьего Европейского департамента МИД России.
В 2019—2023 годах — советник-посланник Посольства России в Словакии.
В 2023—2024 годах — заместитель директора Департамента международной информационной безопасности МИД России.
С 10 октября 2024 года — чрезвычайный и полномочный посол Российской Федерации в Демократической Республике Конго.

## Дипломатический ранг
- Чрезвычайный и полномочный посланник 2 класса (10 июня 2017)[2].
- Чрезвычайный и полномочный посланник 1 класса (13 февраля 2024)[3].